# شوکلند
شوکلند (Schokland تلفظ هلندی: [ˈsxɔklɑnt]) یک جزیره سابق در خلیج زایدرزی در هلند است که در شهرداری نوردوستپولدر قرار دارد. شوکلند یک نوار دراز از زمین‌های ذغال سنگی نارس بود که با بازپس نشستن آب دریا از منطقه نوردوست پولدر در سال ۱۹۴۲، دیگر از حالت جزیره خارج شد. اکنون فقط یک قسمت کمی مرتفع از پلدر است که، با یک دیوار حائل هنوز تا حدی دست نخورده در اسکله میدلبورت باقی مانده. در ۱ آوریل ۲۰۱۴، این ناحیه ۸ نفر سکنه داشت، اما طبق آمار هلند، پنج نفر در جزیره سابق زندگی می‌کنند.

## تاریخ
در قرون وسطی شوکلند بسیار بزرگتر بود؛ یک منطقه مسکونی جذاب بود که در قرن نوزدهم به دلیل بالا آمدن سطح آب دریا در معرض خطر مداوم سیل قرار گرفت. در آن زمان شوکلندی‌ها به سه بخش مرتفع‌تر عقب‌نشینی کرده بودند: Emmeloord, Molenbuurt و Middelbuurt. سیل بزرگ در سال ۱۸۲۵ ویرانی عظیمی به همراه داشت و در سال ۱۸۵۹ دولت تصمیم گرفت به اسکان دائمی در شوکلند پایان دهد. شهرداری سابق شوکلند به شهرداری کامپن در سرزمین اصلی الحاق شد.

امروزه شوکلند یک سایت باستان‌شناسی محبوب و میزبان موزه شوکلند است. شوکلند اولین میراث جهانی یونسکو در هلند بود که ثبت گردید.

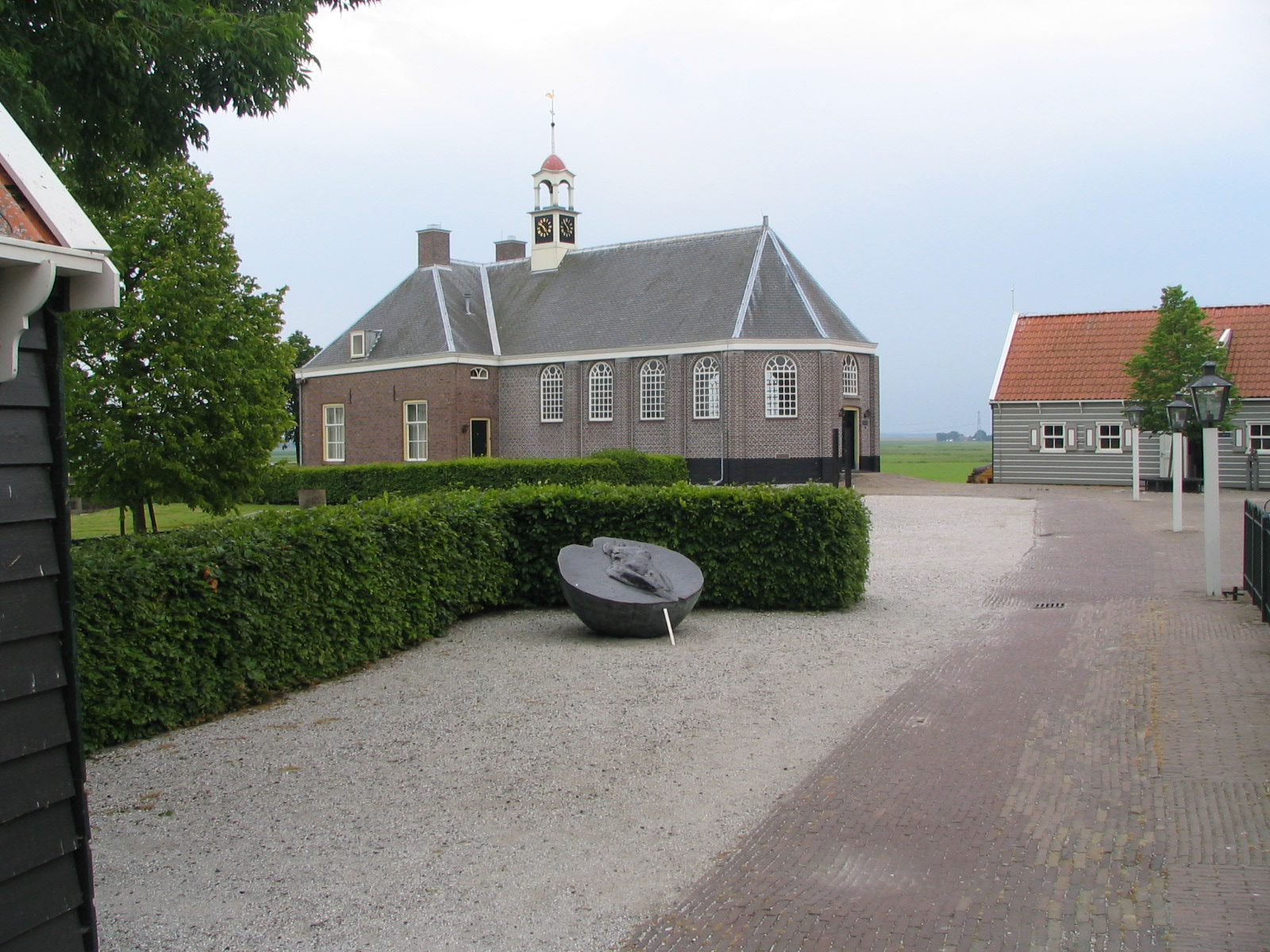
کلیسای شوکلند در میدلبورت
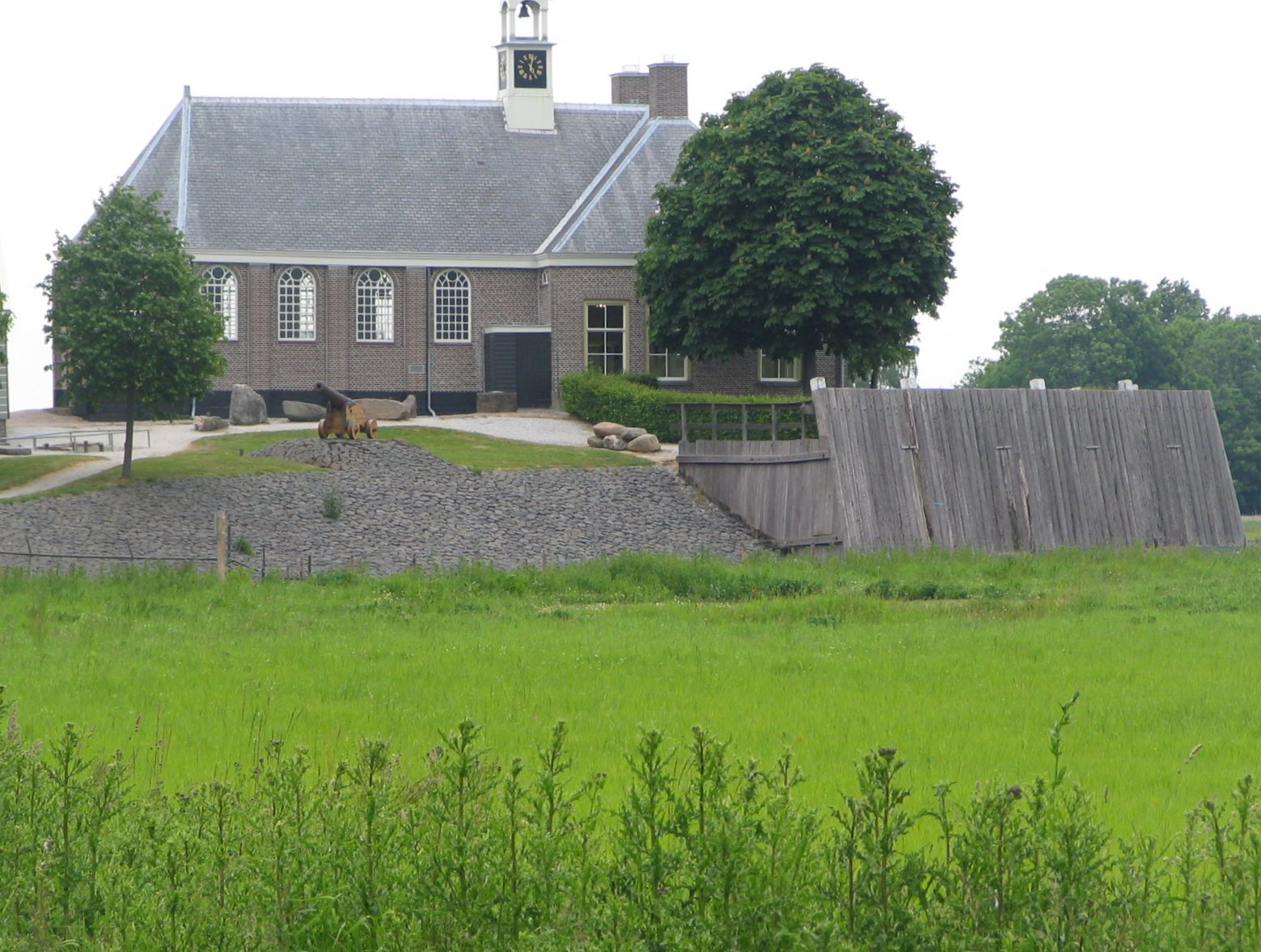
کلیسای با دیوار دریا
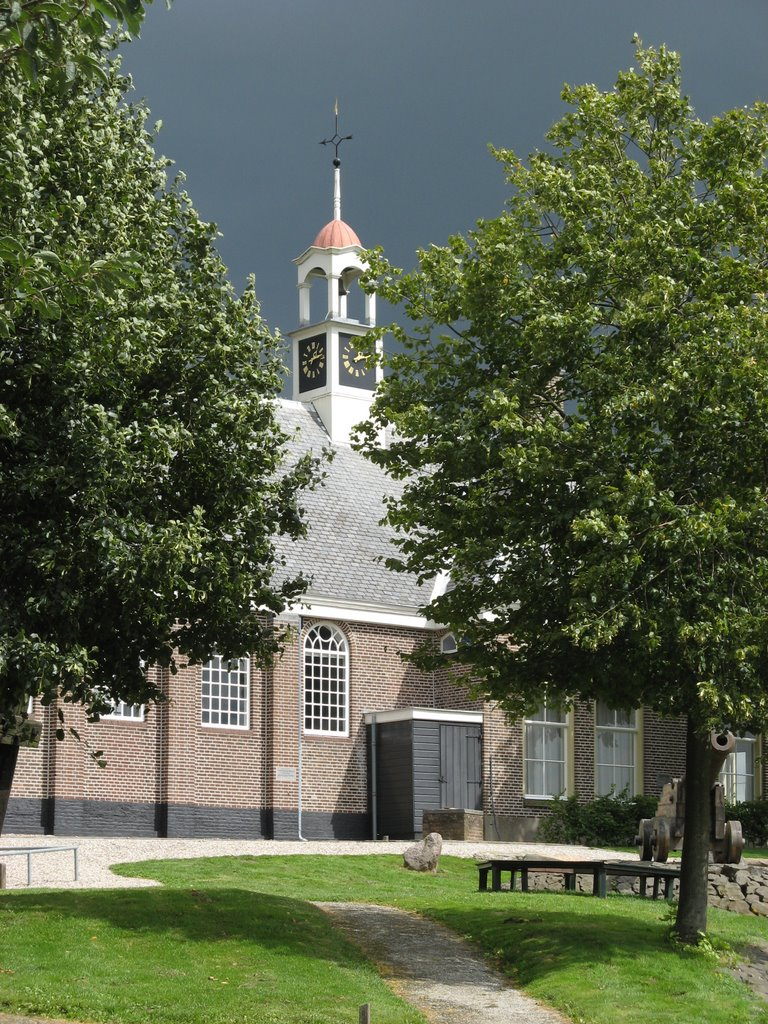
کلیسا
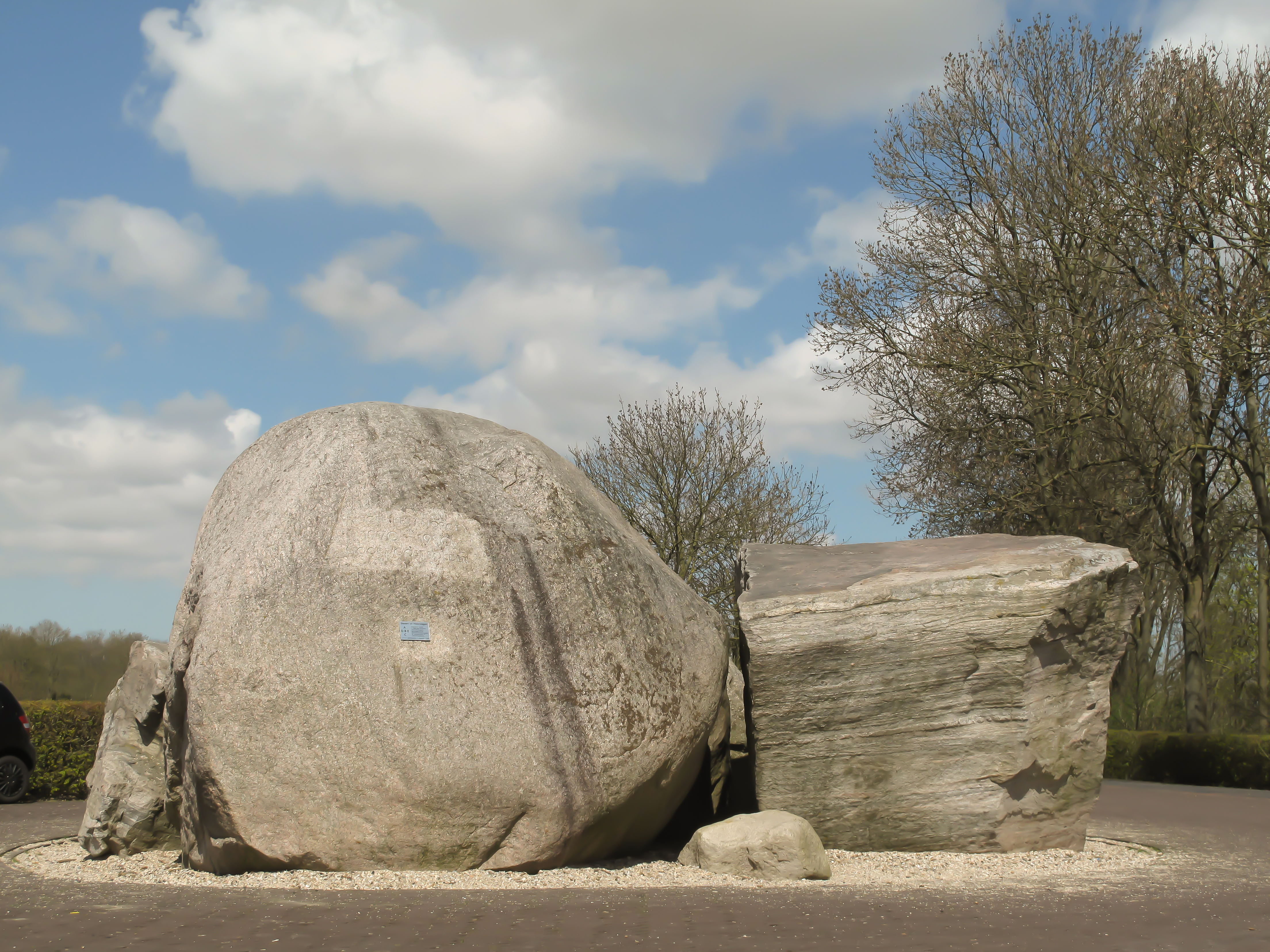
سرگردان یخبندانی . برچسب روی سنگ سمت چپ هلندی را برای «سنگ‌های نروژ» نشان می‌دهد.
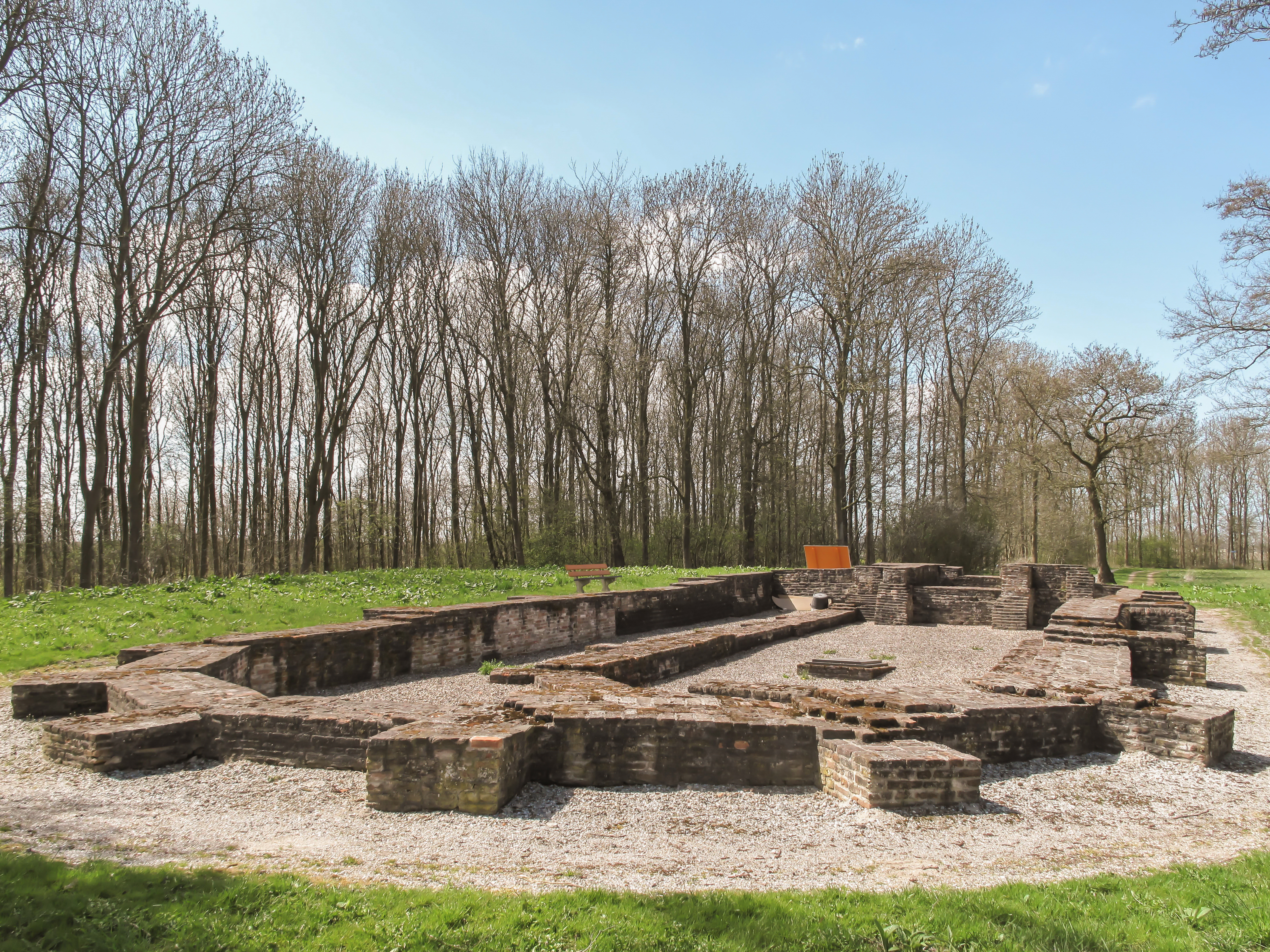
ویرانه‌های کلیسا در انس
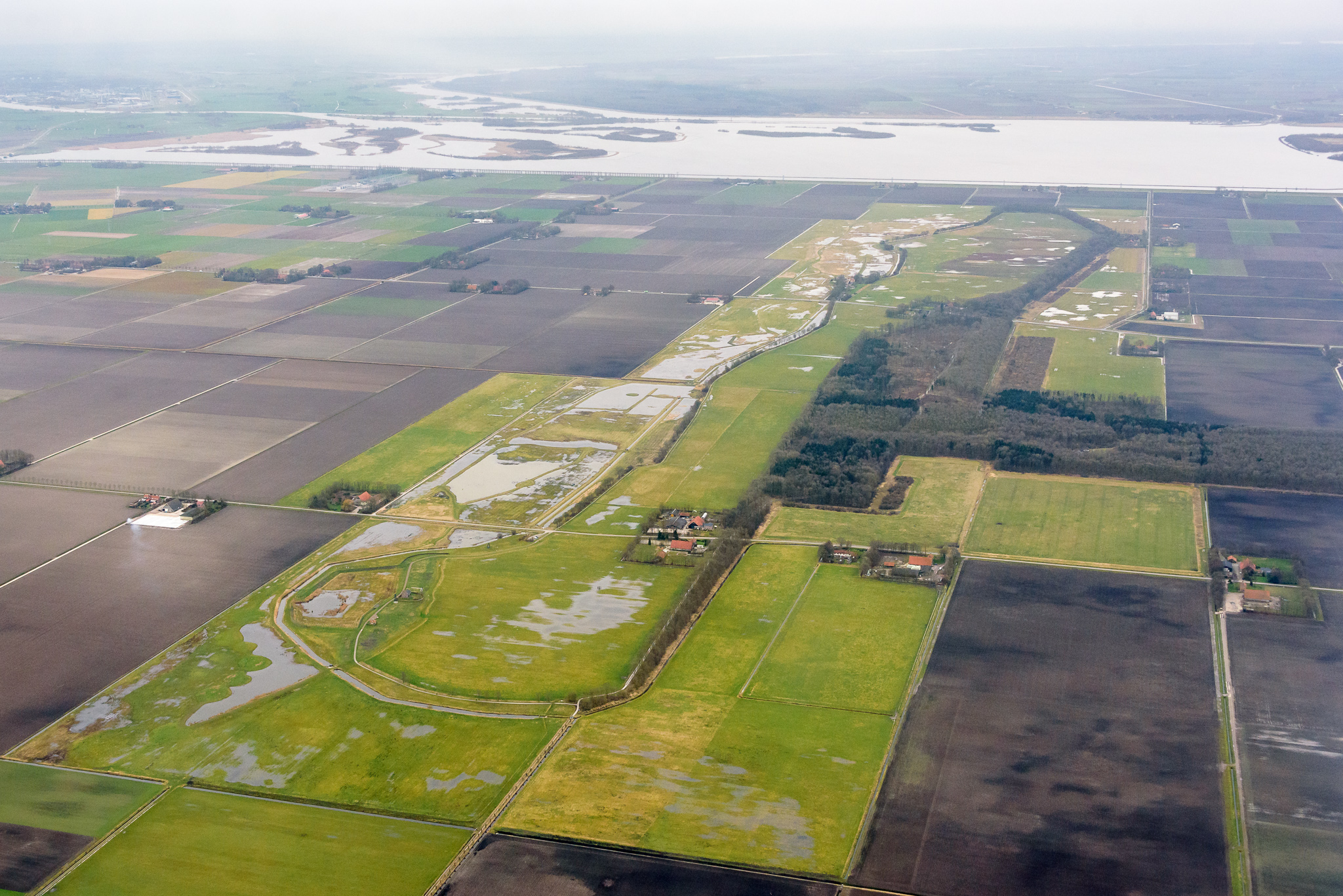
شوکلند از شمال دیده می‌شود